# Ghirmay Ghebreslassie
Ghirmay Ghebreslassie (14 de novembro de 1995) é um corredor de longa distância da Eritreia, campeão mundial da maratona. Com apenas 19 anos, conquistou a medalha de ouro no Campeonato Mundial de Atletismo de 2015, em Pequim, tornando-se o mais jovem campeão da maratona num Mundial e o primeiro atleta eritreu a ganhar uma medalha de ouro em campeonatos mundiais.
Começou a correr longas distâncias aos 16 anos, disputando meia-maratonas e provas de cross-country de júniores da IAAF e com apenas 17 anos fez a marca de 1:00:09 para a meia-maratona em Paderborn, Alemanha, recorde mundial júnior na distância. Com 18 anos estreou em sua primeira maratona como "coelho", na Maratona de Chicago de 2014, onde acabou completando a prova em sexto lugar e em 2:09:08, sendo apenas ainda um atleta júnior; na sua segunda maratona, em abril de 2015, marcou 2:07:47 para a distância, ficando em segundo lugar na Maratona de Hamburgo.
Em Pequim ele venceu a prova em 2:12.28 em condições de calor e poluição, derrotando campeões olímpicos e recordistas mundiais favoritos como Wilson Kipsang e Dennis Kimetto do Quênia e Stephen Kiprotich de Uganda. Em 2016, aos 20 anos, venceu a Maratona de Nova York em 2:07.51, sagrando-se o mais jovem vencedor desta corrida.